# Indisches Unabhängigkeitskomitee
Das Indische Unabhängigkeitskomitee (Englisch: Indian Independence Committee (IIC)) – seit 1914 bereits auch „Berlin Komitee“ genannt – war eine Organisation, die im Jahr 1915 in Deutschland während des Ersten Weltkriegs von indischen Studenten und Aktivisten gegründet wurde. Das Ziel dieses Komitees bestand darin, die Sache der indischen Unabhängigkeit voranzutreiben. Es wurde ein bedeutender Bestandteil einer Reihe von Plänen, die britische Kolonialherrschaft in Indien zu beseitigen.

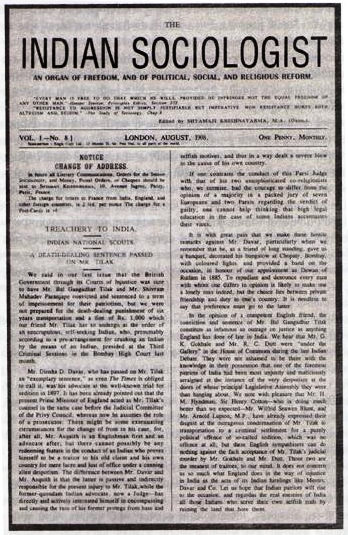
Ausgabe des Indian Sociologist vom September 1908

Bereits im Jahr 1905 formierte sich eine Gruppe von in England lebenden indischen Studenten zu einer Organisation, die nationalistische Arbeiten förderten. Diese im so genannten India House zusammengeschlossenen Aktivisten waren eine wichtige Plattform für antikoloniale Meinungen und Ansichten. Diese wurden in einem Journal mit dem Namen Indian Sociologist verbreitet. Die britische Regierung verfolgte das India House wegen seines zunehmend aufhetzerischen Tons, der auch vom Aufruf zur Tötung britischer Kolonialbeamter nicht zurückschreckte. Im Jahr 1909 erschoss Madan Lal Dhingra, der eng mit dem India House zusammenarbeitete, den britischen Kolonialoffizier William Hutt Curzon Wyllie in London. Das India House geriet daraufhin zunehmend unter den Druck der britischen Regierung, was schließlich im Jahr 1910 zu dessen Auflösung führte. Die indischen Studenten, die den antikolonialen Kampf weiterführen wollten, flohen teilweise nach Paris sowie nach Berlin. Letztere Gruppe sollte sich später im „Indischen Unabhängigkeitskomitee“ zusammenschließen.

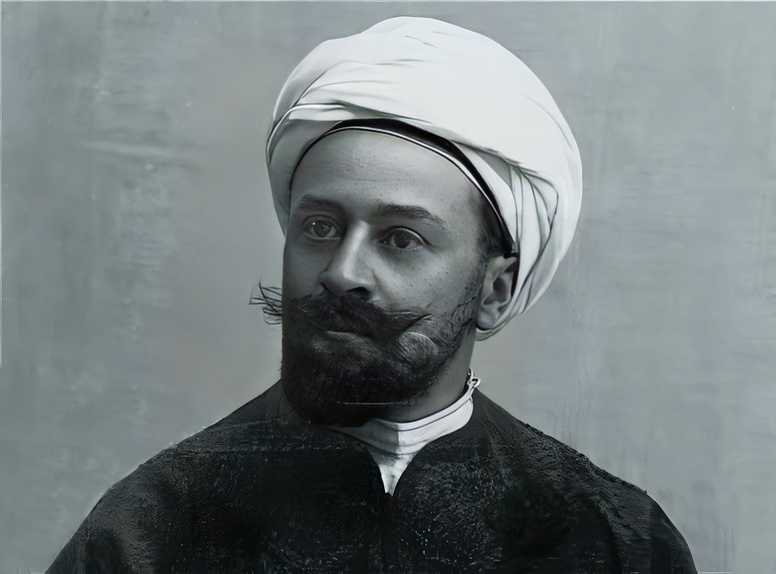
Max von Oppenheim um 1917

Bei Ausbruch des Ersten Weltkriegs suchten indische Nationalisten nach Möglichkeiten, die Feindschaft zwischen dem Deutschen Kaiserreich und Großbritannien für ihre Zwecke auszunutzen. Bereits im Jahr 1912 hatte das deutsche Auswärtige Amt erwogen, die bengalische revolutionäre Bewegung in Indien zu unterstützen, um die britische Position zu schwächen. Im September 1914 wurden konkrete Aktionen gegen Britisch-Indien eingeleitet, die vom Gründer der Nachrichtenstelle für den Orient, Max von Oppenheim, organisiert wurden. Dieser sollte die indischen Studentengruppen zu einer einheitlichen, geschlossenen Verbindung zusammenschließen. Oppenheim fand schließlich geeignete indische Aktivisten, die im Jahr 1915 in Berlin in der Schöneberger Vorstadt ihr Hauptquartier zugewiesen bekamen.

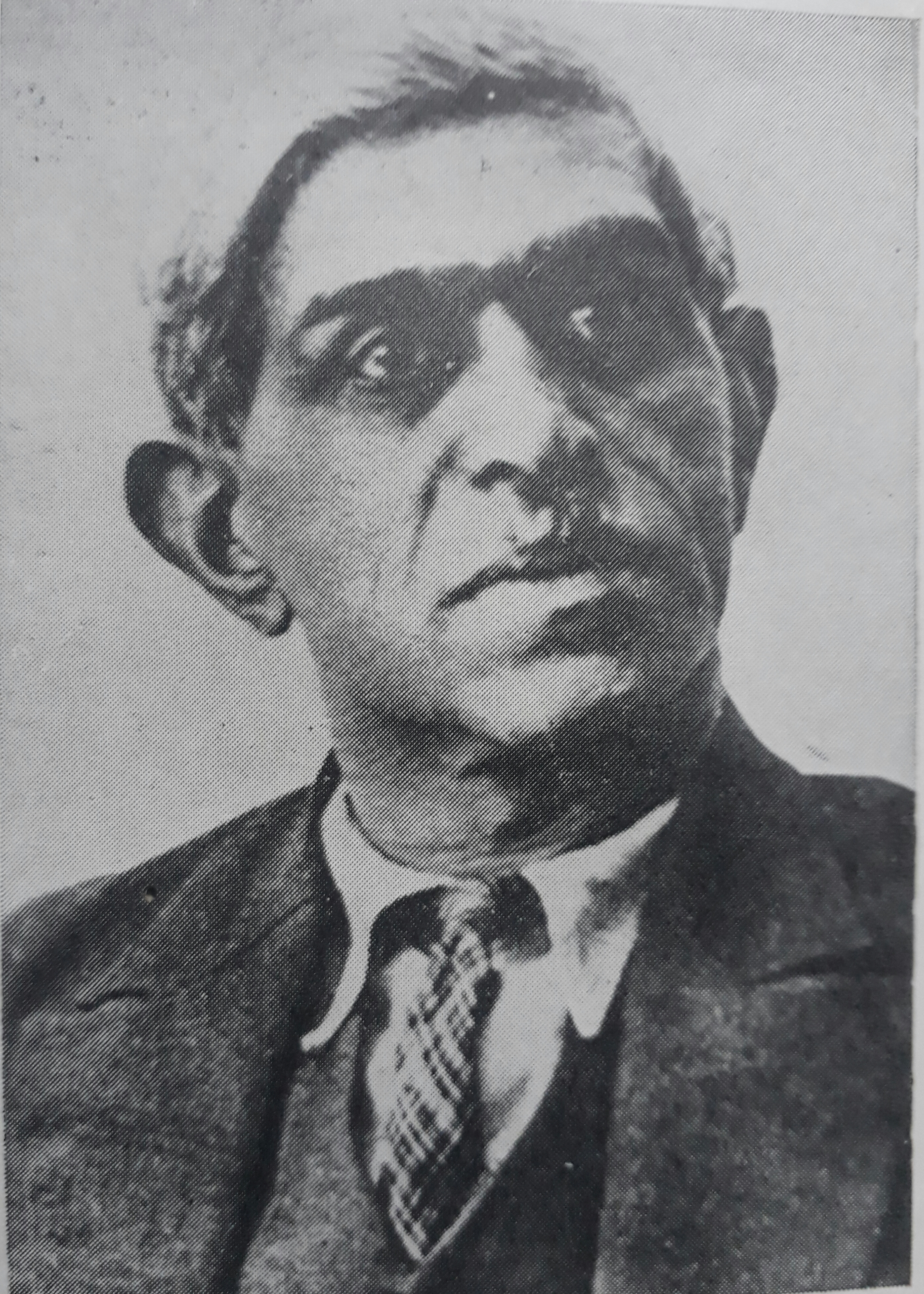
Virendranath Chattopadhyaya

Am 3. September 1915 formulierte der indische Journalist Virendranath Chattopadhyaya die Ziele und Anforderungen des nun so genannten „Indischen Unabhängigkeitskomitees“:
- Die Deutschen sollen Geld, Waffen und Experten für militärische Strategien zur Verfügung stellen
- Für den Fall des Scheiterns der Revolution soll indischen Patrioten Schutz und Asyl in Europa gewährt werden
- Ausbildung von Indern in Spandau und anderen Militärstützpunkten
- Literatur soll in indischen Sprachen veröffentlicht werden
- Bereitstellung von Flugzeugen für propagandistische Aktionen
- 10-Rupien-Banknoten sollen für konspirative und geheime Zwecke zur Verfügung gestellt werden
- Unterstützung von Radio-Sendungen
- keinerlei Zugeständnisse an indische Fürstenstaaten beziehungsweise deren Herrscher, die sich gegen einen Plan zur Gründung einer Indischen Sozialistischen Republik aussprachen.

Mahendra Pratap (Mitte), während der Mission nach Kabul, 1915. Rechts neben ihm sitzt Werner Otto von Hentig.

Das Komitee nahm bald Kontakte zu indischen Revolutionären auf. Diese besuchten Rüstungs- und Sprengstofffabriken in Deutschland und trafen sich mit indischen Kriegsgefangenen, um sie für die nationalistische Sache zu gewinnen. Auch knüpften sie Kontakte zum so genannten Ghadar Movement in den USA, das ebenfalls die britische Herrschaft über Indien beenden wollte. Diese und viele weitere konspirative Aktionen wurden später als Hindu-German Conspiracy, Indo-German Conspiracy, Ghadar Conspiracy oder auch der German plot bezeichnet. Dazu gehörte auch die so genannte Niedermayer-Hentig-Expedition, die Afghanistan mit Indien an die Seite der Mittelmächte ziehen sollte. Im Zuge dieser Expedition wurde vom Komitee eine „Provisorische Regierung des freien Indien“ (Provisional Government of India) in Kabul eingerichtet, deren Präsident Mahendra Pratap wurde. Die Regierung Pratap knüpfte nach der Februarrevolution in Russland 1917 Kontakte mit der im Entstehen befindlichen Sowjetregierung und Pratap traf sich im Jahr 1918 mit dem Revolutionär Leo Trotzki. Die Gesprächsergebnisse wurden anschließend dem deutschen Kaiser Wilhelm II. vorgetragen; Pratap forderte, dass sowohl Deutschland als auch Sowjetrussland gegen die Briten in Indien mobilisieren sollten.
Nach der Niederlage der Mittelmächte im November 1918 wurde das „Indische Unabhängigkeitskomitee“ formell aufgelöst. Die ehemaligen Mitglieder des Komitees richteten ihre Aufmerksamkeit auf das entstehende Sowjetrussland und die meisten von ihnen wurde aktive Kommunisten.